# BAYTL
BAYTL è un album in studio collaborativo dei rapper statunitensi Gucci Mane e V-Nasty, pubblicato nel 2011.

## Tracce
1. Whip Appeal (featuring P2theLA) – 3:53
2. Loaded (featuring Mistah F.A.B.) – 4:18
3. Let's Get Faded – 4:00
4. White Girl – 3:57
5. Push Ups (featuring Slim Dunkin) – 4:39
6. Food Plug (featuring Berner) – 4:22
7. Out My Circle – 2:56
8. Hate Me Some More – 4:28
9. Millions Every Month – 3:07
10. Fill My Shoes – 4:31
11. Fuck You (featuring Slim Dunkin) – 3:57
12. Slick Swag – 2:17